# Hippos

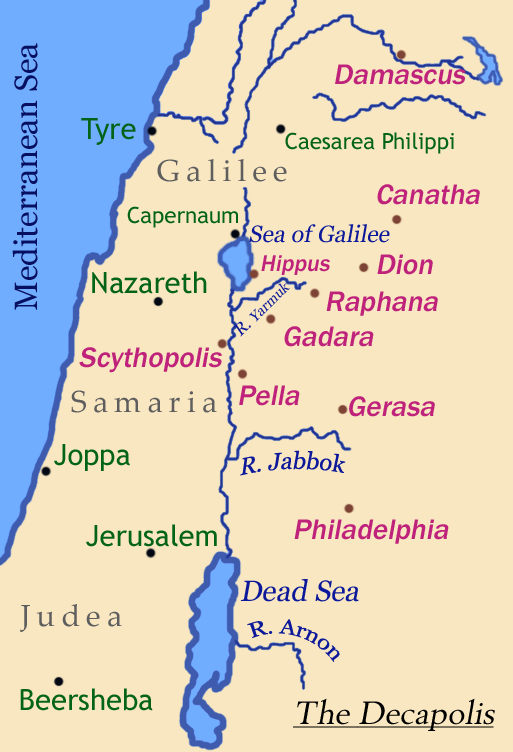
Mapa de la Decàpolis (ciutats en vermell).

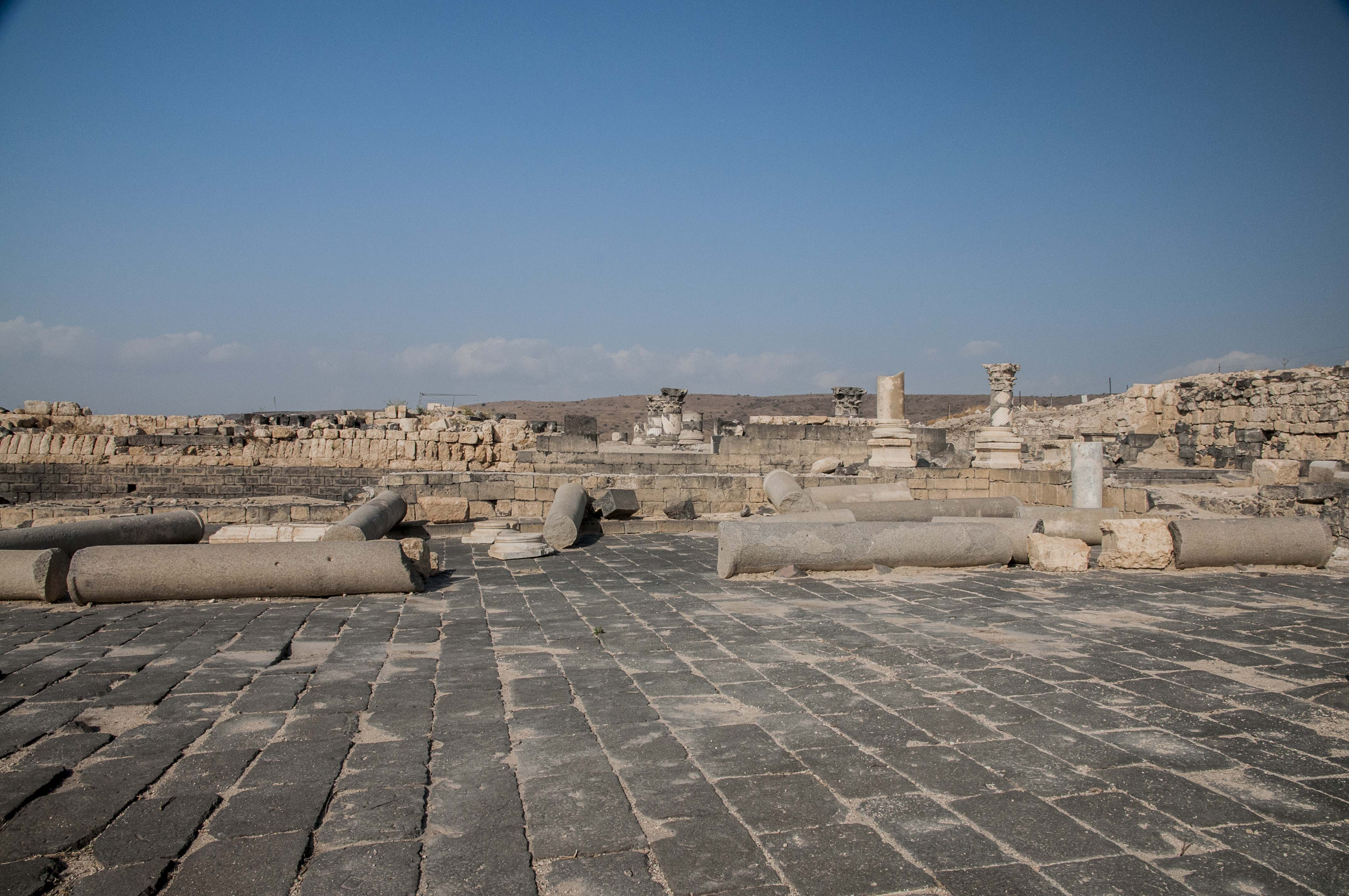
Hippos

Hippos (en llatí Hippus, en grec antic Ἵππος 'cavall') era una ciutat de la Decàpolis de Palestina, a uns 30 estadis a l'est del llac de Tiberíades. Va ser important des del segle iii aC fins al segle viii.
Es va fundar amb el nom d'Antioquia Hippos (Αντιόχεια του Ίππου) per colons grecs sota els selèucides al segle iii aC, com a punt fort contra els egipcis que dominaven la Celesíria. A més de controlar els terrenys circumdants a la ciutat, Hippos tenia control sobre dos ports situats al llac. Quan aquesta regió va passar als selèucides va perdre la seva importància militar; es van construir el temple i l'àgora com a altres ciutats gregues, però la manca d'aigua (acumulada en cisternes) limitava el seu creixement. La batalla d'Elasa de l'any 160 aC va donar poder als jueus que hi van instaurar un regne independent sota la dinastia dels Asmoneus des del 142 aC al 83 aC. Després de l'any 83 aC la dinastia jueva dels macabeus, llavors dirigida per Alexandre Janeu va fer diverses incursions cap a l'altra banda del llac de Tiberíades. Segons Flavi Josep el rei Alexandre Janeu va forçar tota la població a convertir-se a la religió jueva i fer-se circumcidar.
L'any 63 aC va passar, per les conquestes de Pompeu el Gran, a mans dels romans que la van incloure dins la confederació autònoma de la Decàpolis, un conjunt de ciutats gregues o hel·lèniques de l'est del llac de Tiberíades. Hippos encunyava les seves pròpies monedes amb l'efígie d'un cavall, en honor del nom de la ciutat. August la va donar a Herodes el Gran l'any 37 aC i a la seva mort, el 4 aC, va ser reincorporada a la província de Síria. En aquests anys la ciutat era pagana i rival de la ciutat de Tiberíades, sorgida a l'altre costat del llac. Durant la Gran Revolta Jueva (67-71) els rebels la van saquejar, i per això el poble va matar molts dels seus residents jueus.
El 135, després de la Segona Revolta Jueva, es va crear la província de Palestina en la qual es va incloure la ciutat. Es van construir grans edificacions com un teatre, columnes, un altar, muralles i un aqüeducte. La portada de l'aigua des dels alts del Golan va permetre a més població viure a la ciutat. Amb Dioclecià, a finals del segle iii, va passar a la província de Palestina Secunda. Al començament del cristianisme l'afluència de peregrins a Palestina va afavorir el comerç i el creixement de la ciutat. Però el paganisme es va mantenir almenys fins al segle v. Un bisbe de nom Petros està testimonial al 359 (que va estar present al concili de Selèucia d'Isàuria) i al 362; i després el 536 (el bisbe va assistir al concili de Jerusalem). En aquests temps era el centre del districte anomenat Hippene.
Al segle vi la revolta dels samaritans, la invasió sassànida persa, plagues i terratrèmols van provocar la decadència absoluta de la ciutat, que va continuar amb la conquesta musulmana abans del 641. Un terratrèmol important, el 748, va destruir la ciutat, que es va abandonar.
És possible que la moderna Khurbet es-Sŭmrah fos construïda al lloc on hi havia Hippos. Gottlieb Schumacher va explorar les ruïnes l'any 1885, però va suposar incorrectament que era l'antiga ciutat de Gamala esmentada per Flavi Josep. Les primeres excavacions modernes les va fer els arqueòlegs israelians Emmanuel Anati i Claire Epstein el 1951-1955, que van treure a la llum l'església romana d'Orient que probablement era la seu del bisbe. Era un lloc estratègic de l'exèrcit jueu a la frontera del Golan fins al 1967, quan aquesta regió la van ocupar els israelians. L'any 2000 s'inicià de nou una excavació sota direcció d'Arthur Segal.